# Mandy Barnett
Amanda Carol Barnett (Crossville, 28 september 1975) is een Amerikaanse country- en americanazangeres en toneelactrice.

## Biografie
Barnett zingt al sinds ze een kind was en trad op in kerken, lokale podia en Dollywood. In haar muzikale carrière heeft ze zeven albums uitgebracht en drie singles in de hitlijsten van de Billboard gebracht. Haar hoogst in de hitlijst gebrachte countrysingle is Now That's All Right With Me, die in 1996 #43 bereikte. Barnett speelde ook de titulaire rol in de musical Always ... Patsy Cline, een musical gebaseerd op het leven van Patsy Cline, die startte in 1994 in het Ryman Auditorium in Nashville. Ze speelde de rol in bijna 500 uitvoeringen gedurende een periode van 20 jaar. Bovendien was ze regelmatig te zien in de Grand Ole Opry en verscheen ze meer dan 400 keer sinds haar debuut in 1994. Haar meest recente album Strange Conversation werd uitgebracht op 21 september 2018. In 2019 noemde Rolling Stone Magazine Barnetts opname van The Whispering Wind als een van de topnummers van 1999, met een klassering van 74 van de 99 nummers. Barnett blijft op tournee en treedt op met bands en symfonieën over de hele wereld, waaronder de Nashville Symphony en het Detroit Symphony Orchestra. Op 13 augustus 2019 maakte Barnett haar cabaretdebuut in Feinstein's/54 Below in New York. Barnett, samen met Garth Brooks, Emmylou Harris, Vince Gill en anderen traden op tijdens de Musicians Hall of Fame and Museumconcert en de Inductieceremonie van 2019. Onder de inductees waren producent Owen Bradley, Steve Wariner en Alabama. Barnetts vertolking van de Skeeter Davis-klassieker The End of The World werd als single uitgebracht op 18 oktober 2019. De single werd vervolgens opgenomen op het album A Nashville Songbook, uitgebracht in augustus 2020. Op 28 september 2020 eerde het Tennessee Department of Tourist Development Barnett met de onthulling van een Tennessee Music Pathways-markering op het historische plein in de binnenstad in haar geboorteplaats Crossville in Tennessee.

## Discografie

### Albums
| Titel                                                      | Details                                                                      | Hoogste chartpositie | Hoogste chartpositie | Hoogste chartpositie | Hoogste chartpositie |
| Titel                                                      | Details                                                                      | US Country           | US Heat              | US Indie             | CAN Country          |
| ---------------------------------------------------------- | ---------------------------------------------------------------------------- | -------------------- | -------------------- | -------------------- | -------------------- |
| Mandy Barnett                                              | - Publicatiedatum: 27 februari 1996 - Label: Asylum Records                  | 60                   | —                    | —                    | 28                   |
| I've Got a Right to Cry                                    | - Publicatiedatum: 13 april 1999 - Label: Sire Records                       | 45                   | 47                   | —                    | —                    |
| The Platinum Collection                                    | - Publicatiedatum: 26 juni 2006 - Label: Warner Music Group                  | —                    | —                    | —                    | —                    |
| Winter Wonderland                                          | - Publicatiedatum: 20 september 2010 - Label: Rounder Records/Cracker Barrel | 43                   | 10                   | —                    | —                    |
| Sweet Dreams                                               | - Publicatiedatum: 24 mei 2011 - Label: Opry Music                           | —                    | —                    | —                    | —                    |
| I Can't Stop Loving You: The Songs of Don Gibson           | - Publicatiedatum: 11 november 2013 - Label: Cracker Barrel                  | 32                   | 4                    | 29                   | —                    |
| Strange Conversation                                       | - Publicatiedatum: 21 september 2018 - Label: Dame Productions               | —                    | —                    | —                    | —                    |
| A Nashville Songbook                                       | - Publicatiedatum: 21 augustus 2020 - Label: Melody Place Music/BMG          | 37                   |                      |                      |                      |
| "—" geeft publicaties aan die niet in charts zijn gebracht |                                                                              |                      |                      |                      |                      |

### Singles
| Jaar                                                       | Single                                  | Hoogste chartpositie | Hoogste chartpositie | Album                                            |
| Jaar                                                       | Single                                  | US Country           | CAN Country          | Album                                            |
| ---------------------------------------------------------- | --------------------------------------- | -------------------- | -------------------- | ------------------------------------------------ |
| 1995                                                       | An Unforgettable Voice                  | —                    | —                    |                                                  |
| 1996                                                       | Now That's All Right with Me            | 43                   | 64                   | Mandy Barnett                                    |
| 1996                                                       | Maybe                                   | 65                   | 93                   | Mandy Barnett                                    |
| 1996                                                       | A Simple I Love You                     | 72                   | —                    | Mandy Barnett                                    |
| 1999                                                       | I've Got a Right to Cry                 | —                    | —                    | I've Got a Right to Cry                          |
| 1999                                                       | The Whispering Wind (Blows On By)       | —                    | —                    | I've Got a Right to Cry                          |
| 2014                                                       | Blue Blue Day (featuring Alison Krauss) | —                    | —                    | I Can't Stop Loving You: The Songs of Don Gibson |
| 2018                                                       | More Lovin'                             | __                   | __                   | Strange Conversation                             |
| 2018                                                       | It's Alright (You're Just In Love)      | __                   | __                   | Strange Conversation                             |
| 2019                                                       | The End of The World                    |                      |                      | A Nashville Songbook                             |
| "—" geeft publicaties aan die niet in charts zijn gebracht |                                         |                      |                      |                                                  |

### Guest singles
| Jaar | Single | Artiest         | Peak positions | Album         |
| Jaar | Single | Artiest         | US Country     | Album         |
| ---- | ------ | --------------- | -------------- | ------------- |
| 1996 | Hope   | Various Artists | 57             | alleen single |

### Gastoptredens
| Jaar | Titel                                            | Song                                                   |
| ---- | ------------------------------------------------ | ------------------------------------------------------ |
| 1997 | AFTRA First Tuesday Singers Showcase             | When We Ran                                            |
| 1997 | Traveller (soundtrack)                           | Dream Lover/Searching (For Someone Like You)/Dark Moon |
| 1999 | A Walk on the Moon (soundtrack)                  | A Town Without Pity                                    |
| 1999 | Election (soundtrack)                            | If You'll Be the Teacher                               |
| 1999 | Drop Dead Gorgeous (soundtrack)                  | Beautiful Dreamer                                      |
| 1999 | All the Lonely (Songs by John Pennell)           | No One Knows                                           |
| 2000 | Space Cowboys (soundtrack)                       | I Only Have Eyes for You                               |
| 2001 | Good Rockin' Tonight (The Legacy of Sun Records) | You Win Again                                          |
| 2002 | Caught in the Webb (A Tribute to Webb Pierce)    | Slowly                                                 |
| 2007 | Crazy (soundtrack)                               | Walking After Midnight/I Fall to Pieces                |
| 2018 | King of The Road: A Tribute to Roger Miller      | Lock, Stock & Teardrops                                |

### Opnamen met andere artiesten
| Jaar | Artiest                  | Titel                                           | Song(s)                                             | Deelname                                          | Format(s)                                        |
| ---- | ------------------------ | ----------------------------------------------- | --------------------------------------------------- | ------------------------------------------------- | ------------------------------------------------ |
| 1996 | Various Artists          | Hope - Country Music's Quest For A Cure         | Hope (All Star Version A)/Hope (All Star Version B) | Achtergrondzang                                   | Cassette Single/7" 45 RPM Vinyl Single/CD Single |
| 1996 | Kenny Chesney            | Me and You                                      | Ain't That Love                                     | Achtergrondzang                                   | Cassette Tape/CD                                 |
| 1997 | Kim Richey               | Bitter Sweet                                    | I'm Alright                                         | Achtergrondzang                                   | Cassette Tape/CD                                 |
| 1997 | Gail Davies              | Greatest Hits                                   | Unwed Fathers                                       | Achtergrondzang                                   | CD                                               |
| 1998 | Don Walser               | Down at the Sky-Vue Drive-In                    | Are You Teasing Me?/Hearts Made Of Stone            | Duetten                                           | CD                                               |
| 1998 | Various Artists          | The Songs of Dwight Yoakam - Will Sing For Food | Near You                                            | Kim Richey zingt lead/Mandy zingt achtergrondzang | CD                                               |
| 2000 | Ray Price                | Prisoner of Love                                | Various Tracks                                      | Achtergrondzang                                   | CD                                               |
| 2000 | Melvin Sloan and Friends | Pick and Sing Opry Favorites                    | Waltz Across Texas                                  | Duet                                              | CD                                               |
| 2001 | Gail Davies and Friends  | Live and Unplugged at the Station Inn           | Bucket To The South                                 | Achtergrondzang                                   | CD                                               |
| 2001 | Rosie Flores             | Speed of Sound                                  | Rock-A-Bye Boogie                                   | Achtergrondzang                                   | CD                                               |
| 2001 | Asleep At The Wheel      | The Very Best Of                                | The Letter (That Johnny Walker Read)                | Duet                                              | CD                                               |
| 2001 | Jesse Dayton             | Hey Nashvegas!                                  | Hey Nashvegas!/Don't Take Yesterday                 | Achtergrondzang                                   | CD                                               |
| 2002 | Various Artists          | Dressed In Black - A Tribute To Johnny Cash     | Jackson                                             | Duet met Chuck Mead                               | CD                                               |
| 2006 | SpongeBob SquarePants    | The Best Day Ever                               | Various Tracks                                      | Achtergrondzang                                   | CD                                               |

### Videos
| Jaar      | Titel                                                                                                | Song(s)           | Format(s) |
| --------- | --- | ----------------- | --------- |
| 2001 2005 | Opry Family Reunion - Volume Four (VHS) Country's Family Reunion at the Opry - Volume Four (DVD/VHS) | Hurt/Crazy        | Zie titel |
| 2001 2005 | Opry Family Reunion - Volume Six (VHS) Country's Family Reunion at the Ryman - Volume Two (DVD/VHS)  | Legend in My Time | Zie titel |

### Muziekvideo's
| Jaar | Video                             | Regisseur       |
| ---- | --------------------------------- | --------------- |
| 1996 | Now That's All Right with Me      | Norman Jean Roy |
| 1996 | Maybe                             | Norman Jean Roy |
| 1997 | Planet of Love                    | David McClister |
| 1999 | The Whispering Wind (Blows on By) | David McClister |
| 2010 | This Time of the Year             | David McClister |

- Bibliothèque nationale de France: cb14027237q (data)
- International Standard Name Identifier: 0000 0000 4213 3099
- Library of Congress Control Number: no2002022024
- MusicBrainz: 5c3961d3-90e1-432b-b550-214fa9ff875d
- Nationale Bibliotheek van Tsjechië: xx0259073
- Nationale Bibliotheek van Israël: 987007417527605171
- Virtual International Authority File: 71592106
- WorldCat: E39PBJfmqPGf9hKKF4DJq4cQMP